# CD Tenerife
A CD Tenerife, teljes nevén Club Deportivo Tenerife egy spanyol labdarúgócsapat. A klubot 1922-ben alapították, jelenleg a másodosztályban szerepel. A klub stadionja az Estadio Heliodoro Rodríguez López, amely 24 000 néző befogadására alkalmas. Az 1996/97-es szezonban bejutottak az UEFA-kupa elődöntőjébe.

## Jelenlegi keret
2020. október 9. szerint.
| #  |           | Poszt | Név                                              |
| -- | --------- | ----- | ------------------------------------------------ |
| 1  | SPA       | K     | Adrián Ortolá                                    |
| 2  | GEO       | V     | Otar Kakabadze                                   |
| 3  | SPA       | V     | Álex Muñoz                                       |
| 4  | POR       | V     | Bruno Wilson (kölcsönben a Braga csapatától)     |
| 5  | SPA       | V     | Alberto Jiménez                                  |
| 6  | ARG       | KP    | Valentín Vada (kölcsönben az Almería csapatától) |
| 7  | SPA       | KP    | Jacobo González                                  |
| 8  | SPA       | KP    | Borja Lasso                                      |
| 9  | SPA       | CS    | Nono                                             |
| 10 | SPA       | KP    | Suso ()                                          |
| 11 | SPA       | KP    | Álex Bermejo                                     |
| 13 | Venezuela | K     | Dani Hernández                                   |
| 14 | SPA       | V     | Carlos Ruiz                                      |

| #  |         | Poszt | Név                                                |
| -- | ------- | ----- | -------------------------------------------------- |
| 15 | SPA     | V     | Carlos Pomares                                     |
| 16 | SPA     | KP    | Aitor Sanz                                         |
| 17 | ENG     | KP    | Samuel Shashoua                                    |
| 18 | SPA     | CS    | Joselu                                             |
| 19 | SPA     | CS    | Fran Sol (kölcsönben a Dinamo Kijiv csapatától)    |
| 20 | Nigéria | CS    | Manu Apeh                                          |
| 21 | USA     | V     | Shaq Moore                                         |
| 22 | Uruguay | KP    | Gio Zarfino (kölcsönben az Extremadura csapatától) |
| 23 | SRB     | V     | Nikola Šipčić                                      |
| 24 | SPA     | KP    | Ramón Folch (kölcsönben az Elche csapatától)       |
| 26 | SPA     | KP    | Javi Alonso                                        |
| 29 | SPA     | CS    | Jorge Padilla                                      |

## Statisztika

### A legutóbbi szezonok
| Szezon    |    | Poz. | M  | Gy | D  | V  | RG | KG | P  | Kupa | Megjegyzés |
| --------- | -- | ---- | -- | -- | -- | -- | -- | -- | -- | ---- | ---------- |
| 1997-1998 | 1D | 15   | 38 | 11 | 12 | 15 | 44 | 57 | 45 |      |            |
| 1998-1999 | 1D | 19   | 38 | 7  | 13 | 18 | 41 | 63 | 34 |      | Kiesett    |
| 2001-2002 | 1D | 19   | 38 | 10 | 8  | 20 | 32 | 58 | 38 |      | Kiesett    |
| 2002-2003 | 2D | 8    | 42 | 13 | 18 | 11 | 53 | 39 | 57 |      |            |
| 2003-2004 | 2D | 8    | 42 | 11 | 21 | 10 | 40 | 40 | 54 |      |            |
| 2004-2005 | 2D | 9    | 42 | 13 | 18 | 11 | 42 | 45 | 57 |      |            |
| 2005-2006 | 2D | 18   | 42 | 13 | 12 | 17 | 53 | 60 | 51 |      |            |
| 2006-2007 | 2D | 7    | 42 | 18 | 6  | 18 | 48 | 51 | 60 |      |            |
| 2007-2008 | 2D | 11   | 42 | 12 | 17 | 13 | 51 | 57 | 53 |      |            |
| 2008-2009 | 2D | 3    | 42 | 24 | 9  | 9  | 79 | 47 | 81 |      | Feljutott  |

### Az eddigi összes szezon
| Season      | Division   | Place | Copa del Rey |
| ----------- | ---------- | ----- | ------------ |
| 1928-29-től | Regionális | —     | -            |
| 1952-53-ig  | Regionális | —     | -            |
| 1953/54     | 2ª         | 6.    | -            |
| 1954/55     | 2ª         | 9.    | -            |
| 1955/56     | 2ª         | 9.    | -            |
| 1956/57     | 2ª         | 13.   | -            |
| 1957/58     | 2ª         | 2.    | -            |
| 1958/59     | 2ª         | 4.    | 2. kör       |
| 1959/60     | 2ª         | 10.   | 1. kör       |
| 1960/61     | 2ª         | 1.    | Negyeddöntő  |
| 1961/62     | 1ª         | 16.   | 2. kör       |
| 1962/63     | 2ª         | 10.   | Nyolcaddöntő |
| 1963/64     | 2ª         | 5.    | 2. kör       |
| 1964/65     | 2ª         | 11.   | 2. kör       |
| 1965/66     | 2ª         | 8.    | 1. kör       |
| 1966/67     | 2ª         | 11.   | 2. kör       |
| 1967/68     | 2ª         | 9.    | 1. kör       |
| 1968/69     | 3ª         | 5.    | -            |
| 1969/70     | 3ª         | 2.    | -            |

| Szezon  | Osztály | Poz. | Copa del Rey  |
| ------- | ------- | ---- | ------------- |
| 1970/71 | 3ª      | 1.   | 32-es főtábla |
| 1971/72 | 2ª      | 9.   | 4. kör        |
| 1972/73 | 2ª      | 14.  | 4. kör        |
| 1973/74 | 2ª      | 4.   | 4. kör        |
| 1974/75 | 2ª      | 12.  | 4. kör        |
| 1975/76 | 2ª      | 7.   | Negyeddöntő   |
| 1976/77 | 2ª      | 6.   | -             |
| 1977/78 | 2ª      | 19.  | Nyolcaddöntő  |
| 1978/79 | 2ªB     | 6.   | -             |
| 1979/80 | 2ªB     | 3.   | -             |
| 1980/81 | 2ªB     | 5.   | 1. kör        |
| 1981/82 | 2ªB     | 13.  | 3. kör        |
| 1982/83 | 2ªB     | 2.   | -             |
| 1983/84 | 2ª      | 15.  | -             |
| 1984/85 | 2ª      | 11.  | Nyolcaddöntő  |
| 1985/86 | 2ª      | 19.  | 3. kör        |
| 1986/87 | 2ªB     | 1.   | -             |
| 1987/88 | 2ª      | 12.  | 4. kör        |
| 1988/89 | 2ª      | 3.   | 32-es főtábla |

| Szezon  | Osztály | Poz. | Copa del Rey |
| ------- | ------- | ---- | ------------ |
| 1989/90 | 1ª      | 18.  | Nyolcaddöntő |
| 1990/91 | 1ª      | 14.  | 5. kör       |
| 1991/92 | 1ª      | 13.  | 5. kör       |
| 1992/93 | 1ª      | 5.   | 5. kör       |
| 1993/94 | 1ª      | 10.  | Elődöntő     |
| 1994/95 | 1ª      | 15.  | 3. kör       |
| 1995/96 | 1ª      | 5.   | Negyeddöntő  |
| 1996/97 | 1ª      | 9.   | Negyeddöntő  |
| 1997/98 | 1ª      | 16.  | 2. kör       |
| 1998/99 | 1ª      | 19.  | 4. kör       |
| 1999/00 | 2ª      | 14.  | 2. kör       |
| 2000/01 | 2ª      | 3.   | Nyolcaddöntő |
| 2001/02 | 1ª      | 19.  | 1. kör       |
| 2002/03 | 2ª      | 8.   | 1. kör       |
| 2003/04 | 2ª      | 8.   | 2. kör       |
| 2004/05 | 2ª      | 9.   | 3. kör       |

| Szezon  | Osztály | Poz. | Copa del Rey |
| ------- | ------- | ---- | ------------ |
| 2005/06 | 2ª      | 18.  | 1. kör       |
| 2006/07 | 2ª      | 7.   | 2. kör       |
| 2007/08 | 2ª      | 11.  | 3. kör       |
| 2008/09 | 2ª      | 3.   | 3. kör       |
| 2009/10 | 1ª      | —    |              |

## Külső hivatkozások
- Hivatalos weboldal (spanyolul)